# Finances publiques sous la République romaine
Les finances publiques sous la République romaine ont joué un rôle prépondérant tant dans la politique intérieure qu'extérieure de Rome. À l'instar des régimes de cité, les questions financières y sont débattues en public et les comptes sont publics, sous la responsabilité des magistrats. Claude Nicolet souligne que dans le régime de cité qu'est la République romaine, « chacun doit participer aux pertes comme aux gains ».
Jusqu'au IIIe siècle av. J.-C., la République se réduit à la ville de Rome, à la campagne et aux cités environnantes. Les besoins administratifs sont faibles et la cité vit essentiellement du fruit de son domaine, l'ager publicus. Les dépenses ordinaires, dans les finances civiques de Rome, sont couvertes par les revenus propres de l'État, sans recourir à un impôt, signe de servitude. Pour des dépenses extraordinaires, des impôts exceptionnels, tels le tributum, peuvent être mis en place.
Pendant l'extension territoriale de la République aux IIe et Ier siècles av. J.-C., les dépenses militaires augmentent fortement mais sont presque uniquement couvertes par les prises et des indemnités de guerre. La création de nombreuses provinces romaines et de grandes compagnies fermières qui s'ensuit apportent à Rome la majorité de ses recettes. Rome profite de son extension territoriale pour exporter sa fiscalité et en faire supporter une partie du poids aux diverses provinces.
À l'orée du dernier siècle de la République, les distributions de blé prennent une part importante des dépenses. Les généraux des guerres civiles raflent une grande part des recettes de l’État qu'ils utilisent pour payer leurs campagnes militaires, et pour cela, ils pressurent au maximum les provinces.

## Principes et organisation générale

### Les pouvoirs des magistrats
Tous les cinq ans, sous le contrôle du Sénat, les censeurs sont responsables d'une double série d'adjudications ou de contrats publics, les revenus et les dépenses réguliers de l'État.
Tous les ans, le Sénat alloue aux magistrats et promagistrats un certain budget pour leur mandat. Ces dépenses sont majoritairement couvertes par les recettes de l'ager publicus et par le tributum jusqu'en 167 av. J.-C.
Les censeurs s'occupent du patrimoine de l'État, les consuls peuvent ordonner certaines dépenses, mais ce sont les questeurs de l'Ærarium qui sont responsables des sorties financières. Certains magistrats ou promagistrats, tels les édiles ou les gouverneurs dans les provinces, ont une caisse particulière.
Cependant, c'est le Sénat qui surveille et administre les finances publiques, et qui contrôle les comptes quinquennaux des censeurs et annuels des autres magistrats.
Les opérations comptables sont décidées par les divers magistrats mais sont effectuées uniquement par les questeurs, que ce soit à Rome ou dans les provinces. Les magistrats, quant à eux, ne disposent que des crédits alloués par le Sénat et le peuple.
Jusqu'à la fin du IIe siècle av. J.-C., toutes les opérations sont effectuées à Rome. Les questeurs des gouverneurs reçoivent des questeurs urbains leur budget avant leur départ. À la suite de la forte augmentation du nombre de provinces romaines et la constitution de grandes compagnies fermières, le Sénat ouvre un crédit directement sur les caisses des publicains locaux pour les gouverneurs.

### Les sociétés de publicains
L'affermage des dépenses et revenus est répandu dans tout le monde grec et pratiqué dans la République romaine depuis au moins le IIIe siècle av. J.-C. Cela permet d'éviter de mettre en place une lourde administration fiscale, mais cela réduit à la fois les recettes potentielles du Trésor et permet aux particuliers qui récupèrent les profits de mettre la pression sur les populations locales pour maximiser leurs profits.
L'étendue des terres romaines pouvant être affermées amène la création d'organismes complexes et perfectionnés : les sociétés de publicains. Elles s'organisent à l'échelle d'une province donnée.

## Dépenses et recettes

### Les recettes

#### L'ager publicus
L'ager publicus fournit la majeure partie des recettes jusqu'au IIIe siècle av. J.-C. et reste une recette importante jusqu'à la fin de la République, via un vectigal, une sorte de loyer, payé à l'État. À cela s'ajoute le scriptura, le droit de pâturage sur les terrains publics.
Il y a aussi des revenus sur les forêts, les mines, les carrières, les rivières et les lacs du domaine public.

#### Letributum
Le tributum, impôt direct exceptionnel proportionnel à la fortune, n'a aucun caractère régalien, sans pour autant devoir être consenti par les citoyens.
Mis en place lors du siège de Véies (entre 406 et 396 av. J.-C.) ou plus probablement lors des guerres samnites (fin du IVe siècle av. J.-C.), il est payé par les citoyens mobilisables en faveur de ceux qui sont mobilisés.
Il est calculé en fonction du cens, la fortune déclarée par le citoyen et vérifiée par les censeurs. Son montant dépendait des besoins militaires de la cité, calculés par les consuls et validés par le Sénat.
Il est probable que soit défini en début d'année ce qu'on appelle un tributum simplex, et que si les besoins militaires le nécessitent, l'impôt peut être doublé, comme en 216 av. J.-C., seul exemple que l'on ait.
Il peut être remboursé (notamment en 186 av. J.-C., grâce au butin ramené par Cnaeus Manlius Vulso d'Asie,) et même suspendu, comme entre 167 à 43 av. J.-C., après le triomphe de Paul Émile le Macédonien revenant avec un butin immense. Il est tellement abondant que Rome peut se passer du tribut de ces citoyens, d'autant que les provinces rapportent alors de plus en plus de recettes,. Cependant, si le tributum est suspendu, les citoyens restent sujets à d'autres taxes indirectes.

#### Taxe sur les affranchissements
Cette taxe d'un vingtième, appelée « vicesima libertatis », est instaurée en 357 av. J.-C. et fournit une « réserve sacrée » en or pour les cas d'urgence,.

#### Droits de douane et péages
Jusqu'aux Gracques, ce sont les censeurs qui peuvent créer et affermer les droits de douane et de péages qui résultent de la propriété de l'État sur des lieux publics. Ensuite, le peuple intervient souvent pour modifier, créer ou abolir ces droits.
Les différents impôts indirects pèsent lourdement sur les citoyens au Ier siècle av. J.-C., bien qu'ils ne soient plus assujettis au tributum. De 60 à 46 av. J.-C., les droits de douane et péages sont suspendus.

#### Ressources des provinces
Rome tire d'énormes ressources de ces premières provinces conquises : la Sicile puis l'Hispanie au IIIe siècle av. J.-C., puis la Macédoine, l'Achaïe, l'Asie au IIe siècle av. J.-C., et enfin les Gaules, l'Illyrie, l'Afrique et toutes les provinces orientales au Ier siècle av. J.-C.
Le système fiscal appliqué dans les provinces varie de l'une à l'autre : dans la première conquise, la Sicile, Rome laisse en place le système en vigueur avant la conquête, tout comme en Orient. Ce système est loin d'être homogène, d'une grande complexité, et loin d'être perçu comme juste.
Jusqu'au IIe siècle av. J.-C., c'est le Sénat qui contrôle les revenus des provinces, mais l'organisation est à la charge du magistrat ou promagistrat qui l'a conquise. En 123 av. J.-C., c'est par une loi de Caius Gracchus qu'est décidée la fiscalité de la province d'Asie. Au cours du Ier siècle av. J.-C., les pouvoirs du Sénat, des magistrats et du peuple interfèrent.
À l'instar de l'Italie, des droits de douane et des taxes sur les pâturages sont levés, et des domaines provinciaux sont affermés par les censeurs. L'Hispanie et la Macédoine possèdent de grandes mines qui sont propriétés de l'État.
En plus de ces ressources naturelles et les impôts indirects semblables à ceux italiens, il y a aussi des impôts directs inexistants en Italie : ils pèsent à la fois sur les terres et les personnes, mais sont calculés par Rome différemment d'une province à une autre, certain sont fixes, d'autres dépendent des récoltes, voire les deux cas. En plus de ces impôts, certaines provinces sont surimposées à titre de représailles.
Il est à noter par ailleurs, que si le citoyen vivant à Rome ou en Italie est dispensé du tributum entre 167 et 43 av. J.-C., il ne l'est que pour ses propriétés italiennes, mais paie différents impôts pour ses propriétés provinciales.

#### L'exemple sicilien pour la dîme
En 132-131 av. J.-C., en tant que consul puis proconsul, Publius Rupilius, avec l'aide de dix commissaires désignés par le Sénat, élabore des règlements pour l'organisation de la Sicile comme province, dont le système fiscal. Ce dernier s'inspire fortement du régime mis en place par le tyran Hiéron II de Syracuse.
La fiscalité sicilienne se compose ainsi de plusieurs taxes sur les diverses récoltes (dîme frumentaire…) représentant un dixième des revenus agricoles, auxquelles se sont ajoutés, à l'époque romaine, des frais supplémentaires. Au Ier siècle av. J.-C., à la faveur d'une loi de Terentius Varro Lucullus et Cassius Longinus Varus qui décrète que le grain soit vendu à un bas prix à Rome, une seconde dîme est mise en place en Sicile, où ces quantités supplémentaires sont payées 3 sesterces le modius. À cela s'ajoutent d'autres achats forcés à 3,5 sesterces.
Les estimations sur ce que versait la Sicile à Rome en récoltes au Ier siècle av. J.-C. sont :
- 3 millions de modii à titre de taxe ;
- 3 autres millions pour la seconde dîme à 3 sesterces ;
- environ 800 000 d'achats supplémentaires pour 3,5 sesterces.

La perception de la dîme est affermée en Sicile et à des individus, cité par cité, et non pas centralisée à Rome à des compagnies. La dîme d'une zone est mise aux enchères par un préteur.

#### L'exemple de la province d'Asie
C'est une loi du peuple en 123 av. J.-C., par l'intermédiaire de Caius Gracchus, qui met en place le système fiscal dans la province d'Asie : elle prévoit l'adjudication par Rome de recettes fiscales de la province : la dîme, la scriptura et les portoria.
Selon Cicéron, l’organisation fiscale de l'Asie est similaire à celle de l'Asie. Les droits de douane sont à 2,5 % contre 5 % en Sicile. S'ajoute à cela un droit de transit, à l'instar de la Sicile, des achats forcés de blé en plus de la dîme, ce qui amène selon Cicéron à des abus,.
Les publicains saignent la province à blanc, et malgré une plainte dès 61 av. J.-C., il faut attendre 48 ou 47 av. J.-C. pour que la perception de la dîme par les publicains soit supprimée et remplacée par stipendium, diminuée d'un tiers par rapport à la dîme précédemment mise en place.
Un certain nombre de cités, considérées comme des « alliées de Rome », sont exemptes d'impôts.

### Les dépenses

#### L'administration
Les magistrats ne sont pas rémunérés mais ont droit à des indemnités. Les salaires des fonctionnaires, tels les scribes, les licteurs, les crieurs, sont affectés à chaque collège de magistrats, ainsi que l'achat et l'entretien d'esclaves publics ainsi les employés temporaires pour le cadastre ou l'arpentage.

#### La religion
Dans les débuts de la République, les dépenses religieuses représentent une part importante dans le budget de la ville : divers sanctuaires, collèges de prêtres, frais de culte, fêtes et sacrifices. Les biens propres aux dieux romains sont limités,.
Les fêtes supplémentaires organisées par les magistrats reçoivent souvent une subvention du Trésor, si le Sénat l'accepte,.
Les frais réguliers liés à la religion sont à la charge du Trésor romain, et l'entretien des temples est inclus dans celui des bâtiments publics. La majorité des nouveaux temples sont construits sur l'initiative et au frais d'un magistrat, sur sa fortune ou son butin, mais l'entretien revient ensuite au Trésor.

#### La justice
À l'instar des dépenses administratives, celles judiciaires sont très limitées. Ce sont les magistrats, les sénateurs ou les chevaliers, non rémunérés, qui font office de juges ou de jurés. Seul le personnel subalterne ainsi que quelques récompenses exceptionnelles sont au frais de l'État.

#### Les travaux publics
L'entretien des monuments publics est inclus dans les dépenses ordinaires qui sont renouvelés chaque année, et les constructions s'ajoutent au crédit exceptionnel du Trésor. Cela relève des censeurs, qui estiment les dépenses nécessaires, sous la responsabilité du Sénat, et ces frais sont affermés tous les cinq ans,. En l’absence de censeurs, cette responsabilité est répartie entre les consuls et éventuellement le préteur urbain.
La moitié des recettes peuvent être affectée aux travaux publics, qui représentent généralement la majeure partie des dépenses ordinaires totales,.

#### La guerre
La levée et l'entretien des légions font partie des dépenses extraordinaires. L'armée romaine républicaine n'est pas permanente et il se peut qu'il n'y ait, une année donnée, aucune légion levée. Les crédits militaires sont donc variables d'une année sur l'autre.
Les frais sont la solde et l’équipement des légions, l'armement et l'équipement de la flotte ainsi que diverses fournitures et le ravitaillement. Les contingents alliés, qui représentent vite plus de la moitié de l'armée, sont au frais des cités qui les fournissent.
Les dépenses militaires sont estimées par les consuls et votées par le Sénat, et normalement couvertes par le tributum.

#### L'annone
Des distributions de blé à prix subventionné sont épisodiques jusqu'en 123 av. J.-C., elles deviennent permanentes à la suite de la lex Sempronia, et concernent tous les citoyens romains. Elles deviennent gratuites en 58 av. J.-C., lorsque Publius Clodius Pulcher fait voter la gratuité complète.
Le coût de ces distributions, surtout pendant les guerres civiles romaines, devait avoir un poids considérable. Pompée, puis Jules César et enfin Auguste réduisent la liste des bénéficiaires.

#### Les relations extérieures
Les réceptions et le logement des ambassades étrangères, ou au contraire, l'envoi d'ambassades, de légations, ainsi que les récompenses et cadeaux occasionnent des dépenses extraordinaires.

## Quelques éléments historiques

### Des premiers siècles républicains
Le tributum est mis en place lors du siège de Véies (entre 406 et 396 av. J.-C.) ou plus probablement lors des guerres samnites (fin du IVe siècle av. J.-C.).
Rome s'enrichit fortement aux IVe et IIIe siècles av. J.-C., à la suite de l'accroissement du territoire romain au cours de ces siècles. Rome possède alors 20 % des terres de la péninsule. Une partie des terres conquises devient propriété de l'État pour former l'ager publicus.
En 357 av. J.-C., la taxe d'affranchissement est instaurée pour fournir une « réserve sacrée » en or pour les cas d'urgence,, qui s'explique par une société devenue partiellement esclavagiste.
La République commence à faire des frappes régulières lors de la guerre de Pyrrhus en Italie, ne se contentant jusque-là que de frappes sporadiques. En 269 av. J.-C., la première monnaie d'argent est frappée à Rome.

### La deuxième guerre punique
La deuxième guerre punique est marquée par de nombreuses dévaluations successives de la monnaie d'argent, le quadrigat, et de la monnaie de bronze, l'as, la création d'une monnaie d'argent, le denier, et même la frappe de monnaie en or, signe de détresse. La solde étant calculée sur l'as, l'État diminue ses dépenses en dévaluant la monnaie de bronze.
Le tributum est en principe la seule ressource disponible pour financer la guerre, mais la deuxième guerre punique nécessite tant d'hommes mobilisés, que cela diminue grandement le nombre de citoyens mobilisables, mais non mobilisés, qui paient l'impôt. En 214 av. J.-C., sur un corps civique de 270 000 citoyens mobilisables, il n'en reste que 170 000 pour payer le tributum. Le taux de l'impôt, qui est variable selon les besoins, ne peut être augmenté à l'infini. En 210 av. J.-C., une révolte éclate à la suite de l'annonce d'une contribution supplémentaire pour équiper la flotte,.
La crise provoquée par les premières défaites de la deuxième guerre punique amènent les Romains à utiliser un certain nombre d'expédients financiers, à l'instar de ceux utilisés dans le monde grec :
- en 216 av. J.-C., Rome emprunte de l'argent et du blé à Hiéron II de Syracuse[a 13].
- un triumvirat bancaire public à l'image du monde grec, appelé triumviri mensarii, est créé cette même année.
- en 215 av. J.-C., l'État emprunte auprès des publicains avec un remboursement prévu à la fin de la guerre, en échange de garanties supplémentaires[a 14].
- en 214 av. J.-C., ce sont les plus riches, dont les sénateurs, qui paient l'équipement de la flotte[a 15].
- la même année, les dépenses pour les travaux publics sont suspendus, et l'État ne paie par les propriétaires des esclaves enrôlés et récupère l'argent des veuves et orphelins, contre l'engagement de couvrir leur besoin[a 16].
- en 210 av. J.-C., les sénateurs et chevaliers fournissent volontairement en bijoux et métaux précieux[a 17]. Cet emprunt est remboursé à partir de 204 av. J.-C., dont une partie avec des terres publiques[a 18].
- en 209 av. J.-C., le Sénat fait appel du « trésor sacré », la réserve en or[a 19].
- en 205 av. J.-C., on fait à nouveau appel aux contributeurs volontaires pour payer l'armée qui part en Afrique[a 20].
- cette même année, une grande part des terres publiques sont vendues[a 21].

Les Romains se familiarisent pendant la deuxième guerre punique avec ces techniques financières alors en usage dans le monde grec. Une fois la guerre contre Carthage terminée, et les finances rétablies par la victoire, ces techniques enrichissent et perfectionnent le système financier romain.

### La première moitié duIIesiècleav. J.-C.
Au lendemain de la deuxième guerre punique, jusqu'au milieu du IIe siècle av. J.-C., les principales recettes du Trésor proviennent :
- des prises et des indemnités de guerre sur les vaincus : Carthage, la Macédoine, les cités grecques, l'Empire séleucide, le peuple galate…
- du produit des mines d'Hispanie ;
- des dîmes de Sicile et d'Hispanie.

En 187 av. J.-C., le butin ramené par Cnaeus Manlius Vulso à la suite de sa victoire sur les Galates permet de rembourser le tributum payé l'année précédente. En 167 av. J.-C., l'énorme butin rapporté de Macédoine par Paul Émile permet de suspendre le tributum pour les citoyens.
Les trois quarts des dépenses totales de la Républiques pendant cette période sont militaires, Rome étant en permanence engagée dans de nombreuses guerres, mais très majoritairement couvertes par les prises et des indemnités de guerre.

### Du milieu duIIeau milieu duIersiècleav. J.-C.
En 148 et 146 av. J.-C., la Macédoine et l'Achaïe deviennent des provinces romaines, et cette même dernière année, s'y ajoute la conquête de l'Afrique, l'Asie en 133 av. J.-C. en héritage. Le système fiscal de la Sicile est réorganisé en 132 av. J.-C.
En 96 puis 74 av. J.-C., la Cyrène puis la Bithynie s'ajoutent aux terres romaines.
À partir de 123 av. J.-C., les distributions de blé à prix subventionné deviennent permanentes et concernent tous les citoyens romains. Le poids de ces distributions dans le budget s'accroît considérablement pendant les guerres civiles, jusqu'à devenir gratuites en 58 av. J.-C.

### Les dernières guerres civiles républicaines
Les guerres civiles permanentes rendent difficiles de parler de finances publiques pour la dernière partie de la République.
Entre 49 et 46 av. J.-C., pendant la guerre civile entre César et Pompée, la République est coupée en deux tout comme le budget. Il est même partagé en trois entre 44 et 36 av. J.-C., puis à nouveau en deux jusqu'à la dernière Guerre civile de la République romaine.
Les généraux raflent une grande part des recettes de l’État qu'ils utilisent pour payer leurs campagnes militaires et les provinces romaines sont pressurées au maximum par les différents protagonistes des guerres civiles républicaines.

#### Ouvrages généraux
- Jacques Heurgon, Rome et la Méditerranée occidentale jusqu'aux guerres puniques, Paris, PUF, coll. « Nouvelle Clio », 3e éd. mise à jour, 1993, 477 p. (ISBN 978-2-13-045701-5)
- Claude Nicolet, Rome et la conquête du monde méditerranéen, 264-27, t. 1 : Les structures de l'Italie romaine, Paris, PUF, coll. « Nouvelle Clio », 2001, 520 p. (ISBN 978-2-13-051964-5)
- Claude Nicolet, Le métier de citoyen dans la Rome républicaine, Gallimard, coll. « Tel », 1989, 2e éd., 543 p. (ISBN 978-2-07-071530-5).
- Claude Nicolet, Censeurs et publicains. Économie et fiscalité dans la Rome antique, Fayard, 1994, 500 p. (ISBN 978-2-213-60296-7)
- Jean-Michel David, La République romaine, de la deuxième guerre punique à la bataille d'Actium, 218-31, t. 7, Seuil, coll. « Points - Nouvelle histoire de l'antiquité », 2000, 304 p. (ISBN 978-2-02-023959-2)
- Mireille Cébeillac-Gervasoni et al., Histoire romaine, Paris, Armand Colin, coll. « U Histoire », 2006, 471 p. (ISBN 978-2-200-26587-8), « La Royauté et la République ».